# Viktor Soos
Viktor Soos (* 9. Juni 1996 in Backnang) ist ein deutscher Pianist.

## Leben
Viktor Soos erhielt seinen ersten Klavierunterricht mit sechs Jahren in der Musikschule Backnang. 2006 erhielt er Orgelunterricht von Hans-Joachim Renz. Mit 13 Jahren wechselte Viktor Soos zum Backnanger Pianisten und Dozenten Jochen Ferber an die Musikhochschule Stuttgart. 2014/2015 war er Jungstudent an der Hochschule für Musik und Darstellende Kunst Frankfurt am Main in der Klavierklasse von Oliver Kern. Viktor Soos studiert an der Musikhochschule Lübeck Klavier bei Konrad Elser.
Seine Konzerttätigkeit führte ihn u. a. nach Chile, Finnland, Frankreich, Italien und Tschechien. Er spielte auf dem Ruhr-Klavierfestival, den Donaueschinger Musiktagen und weiteren Festivals, hatte Auftritte u. a. in der Philharmonie Essen, den Donauhallen in Donaueschingen, der Hamburger Laeiszhalle oder dem Teatro del Lago in Frutillar. Radioaufnahmen wurden beim NDR, WDR und SWR gemacht. Er spielte mit Orchestern wie den Lübecker Philharmonikern unter Ryusuke Numajiri, der Deutschen Kammerphilharmonie Bremen unter Kristiina Poska und dem Waiblinger Kammerorchester unter Knud Jansen. Meisterkurse besuchte er u. a. bei Andrzej Jasiński, Felix Gottlieb, André Marchand, Lilya Zilberstein, Jacques Rouvier, Dmitri Alexeev, Olivier Gardon und Eric le Sage.

## Preise
Viktor Soos erhielt den Sonderpreis für die Beste Interpretation eines Werkes von Franz Liszt. Bei „Jugend musiziert“ gewann er neben dem 1. Bundespreis mit der Höchstpunktzahl mit der Cellistin Rebecca Falk auch den „Eduard-Söring-Preis“ der Stiftung Musikleben.
2011 gewann Viktor Soos den 1. Musikförderpreis der Stiftung der Kreissparkasse Waiblingen sowie 2014 den WDR-3-Klassikpreis der Stadt Münster für die „Beste Interpretation eines Werkes der Wiener Klassik“ und zweimal beim Wettbewerb „WESPE“ (Wochenende der Sonderpreise) in Neubrandenburg für die „Beste Interpretation eines Werkes der Verfemten Musik“ und für die „Beste Interpretation eines Werkes einer Komponistin“.
Er ist achtfacher Bundespreisträger von Jugend musiziert und gewann 2012 den 1. Preis des Tonkünstler Wettbewerbs Baden-Württemberg. Im gleichen Jahr gewann er bei der internationalen Klavierakademie in Murrhardt den Publikumspreis.
Soos gewann 2017 beim Kissinger Klavierolymp den 3. Preis und 2016 beim TONALi-Klavierwettbewerb in Hamburg den 2. Preis, woraufhin er im Finale mit der Deutschen Kammerphilharmonie Bremen in der Laeiszhalle Hamburg spielte.
Viktor Soos ist Stipendiat der Stiftung Live Music Now und der Deutschen Stiftung Musikleben.
2024 gewann er den 2. Preis beim Europäischen Klavierwettbewerb Bremen.